# Yo no te pido la luna
«Non voglio mica la luna» es una canción escrita por los compositores Enzo Malepasso, Luigi Albertelli y Zucchero e interpretada por la artista italiana Fiordaliso. Originalmente lanzada para competir en el festival de la canción de Sanremo de 1983, quedando como quinta finalista. en un éxito comercial en Italia. En 1984, una versión al idioma español sería adaptada por Adelmo Fornaciari (Zucchero) e interpretada por la artista mexicana Daniela Romo bajo el título «Yo no te pido la Luna», llevando a la canción al éxito comercial en los países de habla hispana.
Es el mayor éxito comercial de la artista, consiguiendo llegar al top 3 de las listas de éxitos italiana Musica e dischi. La canción serviría como sencillo principal del álbum de estudio debut del mismo nombre. Ese mismo año la canción sería certificado como disco de oro por la FIMI en Italia, por ventas de 35.000 unidades.
Esta popularidad cruzó el charco cuando la artista mexicana Daniela Romo la lanzaria como sencillo para su segundo álbum de estudio Amor prohibido (1984) convirtiéndose en un éxito comercial en los países de habla hispana y una de las canciones más exitosas de la carrera de la cantante mexicana. Fiordaliso también lanzó su versión al castellano usando las letras adaptadas por Adelmo Fornaciari.

## Festival de la canción de Sanremo 1983
La canción fue originalmente pensada para representar a Italia en el Festival de la canción de Eurovisión en su edición de 1983. Fue llevada a Sanremo ese mismo año, acabando en quinta posición.

## Fomatos

### Lanzamiento original de 1983
| Lanzamiento original de «Non voglio mica la luna» de 1983 en 7" |                           |          |  |
| N.º                                                             | Título                    | Duración |  |
| 1.                                                              | «Non voglio mica la luna» | 4:06     |  |
| 2.                                                              | «Un tipo»                 | 3:50     |  |

### Descarga digital y streaming
| N.º | Título                    | Duración |  |
| 1.  | «Non voglio mica la luna» | 4:06     |  |

## Posicionamiento en listas
| País   | Lista           | MP | Ref.  |
| ------ | --------------- | -- | ----- |
| Italia | Musica e dischi | 3  | [ 4 ] |

## Versión de Daniela Romo
«Yo no te pido la luna» es la versión al idioma castellano de la artista italiana Fiordaliso, adaptada por Zucchero Fornaciari e interpretada por la artista mexicana Daniela Romo, como sencillo para su segundo álbum de estudio Amor prohibido (1984) lanzada a través de la discográfica Hispavox.
La canción fue posteriormente grabada y popularizada en Latinoamérica por la artista mexicana Daniela Romo en 1984 cuyo mérito fue haber sido coautora de la letra en español, ya que no la tradujo, sino que realizó una nueva adaptación (conservando solo el título, pero aportando un nuevo texto con un sentido distinto al original). Enseguida, Fiordaliso grabó también la versión en español escrita por su colega mexicana, que recién la había lanzado y colocado en la radio. Por lo tanto, en aquel momento, en México y en el resto de en Latinoamérica, prevaleció la versión de Daniela Romo mientras que en España la de Fiordaliso.
Veinte años después, en el 2004, debido al fenómeno retro, la canción volvió a colocarse en primer lugar de popularidad en Colombia, por lo que la intérprete mexicana recibió un reconocimiento. Hoy en día, es irrefutable como esta versión icónica ha prevalecido en la memoria colectiva de los hispanoparlantes, así como su repercusión en la cultura pop de Latinoamérica. 
En 2018, la revista Rolling Stone ubicó la versión de Daniela Romo, como una de las 50 canciones más influyentes del Pop latino, ubicándola en el lugar número 9.

### Otras versiones
En los últimos años, diversos grupos y cantantes han vuelto a grabar esta canción (basado en el texto de Daniela Romo); entre ellos:
- Jeans (grupo de pop mexicano)
- Diego Verdaguer (cantante argentino)
- Tormenta (cantante) (cantante argentina)
- Javiera Mena (cantante chilena) en su disco Esquemas juveniles
- Sergio Dalma (cantante español)
- Pastora Soler (cantante española)
- BIP (grupo colombiano).[6]
- Cony Camelo (Actriz y cantante colombiana)- Para la telenovela Los Reyes (2005)
- Anasol (Actriz y cantante argentina-colombiana)- Para la telenovela Yo no te pido la luna (2010)
- Soledad (cantante argentina) y MYA (dúo musical argentino) (2022)

## Sentido de las letras
La canción interpretada por Fiordaliso habla de una mujer que busca su propio espacio, que quiere terminar una relación y ser libre para ser ella misma. [cita requerida]
En tanto, la versión de Romo intenta invocar al ser amado diciendo que lo único que quiere es estar con él.